# Dicranoloma rugifolium
Dicranoloma rugifolium là một loài rêu trong họ Dicranaceae. Loài này được E.B. Bartram mô tả khoa học đầu tiên năm 1942.